# Trujillanos Fútbol Club
Trujillanos Fútbol Club é um clube venezuelano de futebol da cidade de Valera.

## Títulos

### Nacionais
- Copa Venezuela: 1992 e 2010.
- Campeonato Venezuelano da 2ª Divisão: 1989.
- Vice-Campeonato Venezuelano: 2 vezes (1994 e 2001).
- Vice-campeonato da Copa Venezuela: 1995.

## Histórico em competições oficiais
- Copa Libertadores da América: 1995, 2002 e2016.

## Elenco atual
Última atualização: 09 de março de 2021
Legenda
- : Capitão
- : Jogador lesionado